# Sandersdorf-Brehna
Sandersdorf-Brehna là một đô thị thuộc huyện Anhalt-Bitterfeld, bang Saxony-Anhalt, Đức.